# تشارلز ر. تشيكرينج
كان تشارلز رانسوم تشيكرينج (بالإنجليزية: Charles Ransom Chickering)‏ (7 أكتوبر 1891 - 29 أبريل 1970) مصمم طوابع بريدية وعمل في مكتب النقش والطباعة التابع لمكتب البريد، في واشنطن العاصمة. بدأت مسيرته الفنية كفنان محترف أثناء عمله كرسام مُصوِّر للجيش الأمريكي، حيث كان يقوم بتسجيل ورسم الرسوم التوضيحية الطبية للجرحى والقتلى خلال الحرب العالمية الأولى. عمل لصالح عدد من المجلات البارزة، بما في ذلك The Saturday Evening Post ‏، والتي كانت تحظى بشعبية كبيرة خلال عصر ما قبل التلفزيون في العشرينيات إلى الأربعينيات. بعد الحرب العالمية الثانية، بدأ تشيكرينج العمل لصالح مكتب البريد في تصميم طوابع البريد الأمريكية، والتي أصبح بعضها مشهورًا.

## حياته ونشأته
وُلِد تشارلز رانسوم تشيكرينج في 7 أكتوبر 1891، في بلدة إيستهامبتون، نيو جيرسي، على ساحل المحيط الأطلسي. ظهرت قدرته وموهبته في توضيح الأفكار والموضوعات في سن مبكرة. بينما كان في المدرسة الثانوية انجذب في بادئ الأمر إلى الهندسة، ولكن عندما عُرضت عليه منحة دراسية لحضور مدرسة متحف فيلادلفيا للفنون الصناعية ‏، قبلها، مما بدأ حياته المهنية كرسام توضيحي. تخرج من المدرسة عام 1913 وسرعان ما باع رسوماته التوضيحية الأولى لمجلة كولير ‏ حيث ضمن مسيرته المهنية كرسام مستقل للكتب والمجلات.
توقفت مسيرة تشيكرينج المهنية لفترة عندما اندلعت الحرب العالمية الأولى. وأكد ابنه ديفيد أن تشارلز انضم إلى الجيش قبل أن يتم استدعاءه، وعُين في البداية في سلاح المشاة ونُقل بعد فترة وجيزة إلى سلاح الفرسان. وبما أنه كان يرسم في كثير من الأحيان رسومات مختلفة لأشياء مختلفة في وقت فراغه، لم يمض وقت طويل قبل أن يدرك الجيش موهبته في الرسم، وبالتالي تم تكليفه بمهام مختلفة. كان متمركزًا في فرنسا أثناء الحرب، وتم تعيينه في مهمة في ديجون لعمل رسوم توضيحية طبية لجروح أجزاء الجسم للجنود الذين ماتوا في المعركة والمجلوبين للتشريح. لا يزال العديد من هذه الرسومات موجودًا اليوم كجزء من مجموعة متحف سميثسونيان في واشنطن. في عام 1919 تم تسريحه من الجيش.

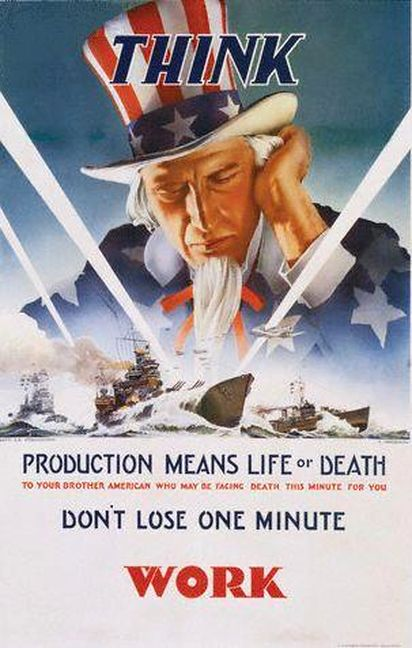
ملصق دعائي للتجنيد في البحرية الأمريكية، من تصميم تشارلز تشيكرينج، 1942

## عمله
أنتج تشيكرينج العديد من الرسوم التوضيحية لعدد من المجلات في الفترة ما بين الحرب العالمية الأولى والثانية، من بينها: Collier's، و Good Housekeeping، و The Country Gentleman، و Everybody's Magazine، و Blue Book، وRedbook، و Cosmopolitan، و Liberty، و Saturday Evening Post التي كانت تعتبر من بين المجلات المصورة الأكثر شهرة. يُعتقد أن رسوماته على غلافها الصادر في 9 مايو 1936 كانت ذروة مسيرته المهنية كرسّام لمجلة، مما أكسبه شهرة في عالم الفن والإنتاج. ويشتهر أيضًا برسومه في مجلة الكتاب الأزرق (بلو بوك) ‏، حيث كان محررها ومديرها الفني صديقين ومعجبين بتشيكرينج وبأعماله الفنية، واستخدموا رسومه في معظم الأعداد طوال ثلاثينيات القرن العشرين وحتى الخمسينيات. كما استخدمت رسوماته في بعض القصص التي نشرتها المجلة.
عندما اندلعت الحرب العالمية الثانية، قام بالعمل على تصميم ملصقات متعلقة بالجيش، وتم تكليفه بتصميم ملصقات التجنيد للقوات البحرية. ومن بين ملصقاته الأكثر شهرة ملصق العم سام (الظاهر في الصورة) لعام 1942.

### تصميم طوابع البريد

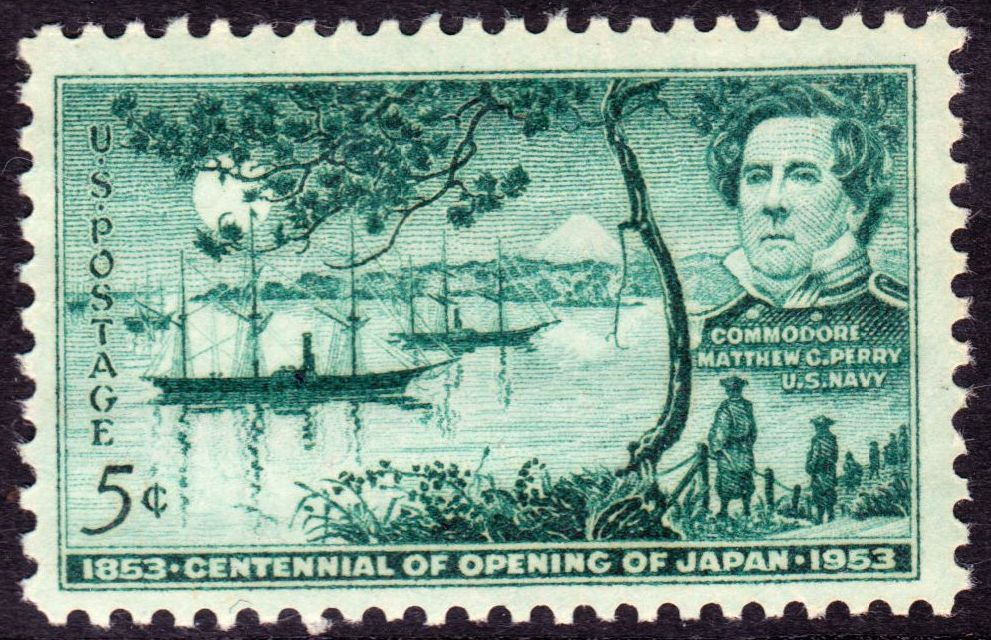
طابع تذكاري لليابان، أول تصميم غير معدل لطابع من تصميم تشيكرينج، 1953

بعد الحرب، شرع تشيكرينج في العمل في تصميم طوابع البريد الأمريكية عندما بدأ العمل لدى مكتب النقش والطباعة، حيث بدأ مسيرته المهنية هناك في 12 فبراير 1947. خلال مسيرة تشيكرينج المهنية التي استمرت 15 عامًا في مكتب النقش والطباعة، نُسب إليه الفضل في تصميم 66 تصميمًا للطوابع التي تم إنتاجها دون تغيير، إلى تصميم الطابع النهائي، مثل التصميم المستخدم في إصدار افتتاح اليابان التذكاري لعام 1953، بينما تم تعديل 11 تصميمًا آخر إلى حد ما ودمجها في تنسيق الطابع. بالإضافة إلى الطوابع الـ 77 التي صممها، صمم تشيكرينج نماذج لـ 41 إصدارًا صممها فنانون آخرون.
أثناء تصميم طوابع البريد بموضوعاتها التاريخية المتكررة، كان تشيكرينج يقضي وقتًا طويلاً في البحث ودراسة الوثائق التاريخية واللوحات والتماثيل قبل إنشاء تصميم طابع بريدي. عندما صمم إصدار خطاب جيتيسبيرج، درس تمثالًا صنعه دانييل تشيستر فرينش لإنشاء صورة لينكولن على الطابع.

### تصميمات بارزة

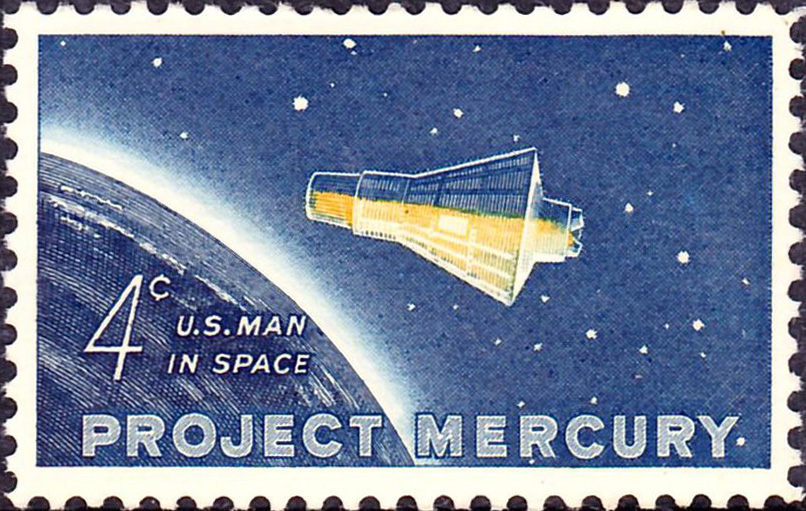
طابع مشروع ميركوري، 1962

- يعتبر طابع مشروع ميركوري، الذي صدر في 20 فبراير 1962، من أكثر طوابع تشيكرينج شهرة. تم إنتاجه في البداية بكميات تصل إلى 100 مليون طابع، ولكن بسبب شعبيته الكبيرة، طبع مكتب البريد 100 مليون طابع إضافي. لكن قبل إصدار الطابع البريدي للجمهور، لم يكن نجاح المهمة الفضائية مضمونًا بعد، لذا تم إنتاج هذا الطابع التذكاري في سرية. ولضمان سرية إنتاج هذه الطوابع، قام تشيكرينج بأغلب أعمال التصميم في مقر إقامته، بينما تم إبلاغ زملائه في مكتب النقش والطباعة بأنه كان في إجازة. تم إرسال الطوابع النهائية إلى مكاتب البريد في جميع أنحاء البلاد وتم تصنيفها على أنها "سرية للغاية" وتم إصدارها للجمهور في 20 فبراير 1962 بعد نجاح الرحلة.[4][5]
- إصدار حصن بليس التذكاري لعام 1948، وهو من أعماله المبكرة، وقد صدر احتفاءً بالذكرى المئوية لتأسيس حصن بليس [الإنجليزية]‏ في إل باسو، تكساس.[6][7] كان تصميم تشيكرينج يهدف إلى تصوير الجوانب التاريخية القديمة والجديدة لتاريخ الحصن الممتد على مدى 100 عام. صمم تشيكرينج الطابع، مع عمل سي إيه بروكس على نقش الصورة المصغرة، وعمل إيه دبليو كريستنسن بنقش تصميم الحدود والأحرف والأرقام.
- البريد البرّي في أوائل عام 1957، تم إحياء ذكرى خطوط البريد البري في باترفيلد (خدمة نقل بالعربة أسسها جون باترفيلد في 1858 وعملت حتى 1861) بطابع تذكاري. وتم اختيار تشيكرينج لتصميم الطابع.[8]
- إصدارات كريدو (بالإنجليزية: Credo issues)‏ لعام 1960، طوابع مصممة بشكل مشترك، تصور هذه الإصدارات اقتباسات قالها العديد من الشخصيات الأمريكية التاريخية مثل واشنطن وجيفرسون ولينكولن. تم تصميمها بواسطة فرانك ب. كونلي وقام تشيكرينج بنمذجتها.[9][10]

## الحياة الشخصية
أصيب تشيكرينج بمشاكل في القلب والتي أودت بحياته في نهاية المطاف أثناء إقامته في آيلاند هايتس، نيو جيرسي، في 29 أبريل 1970. خلال الأشهر التي سبقت وفاته، كان لا يزال يصمم وينتج أغلفة اليوم الأول، وقد تم إصدار بعضها بعد وفاته. كان موضوع تصميم الختم النهائي الخاص به هو طابع تسوية كارولينا الجنوبية الصادر في 12 سبتمبر 1970.

## معرض
مجموعة مختارة من الطوابع التي صممها تشيكرينج.

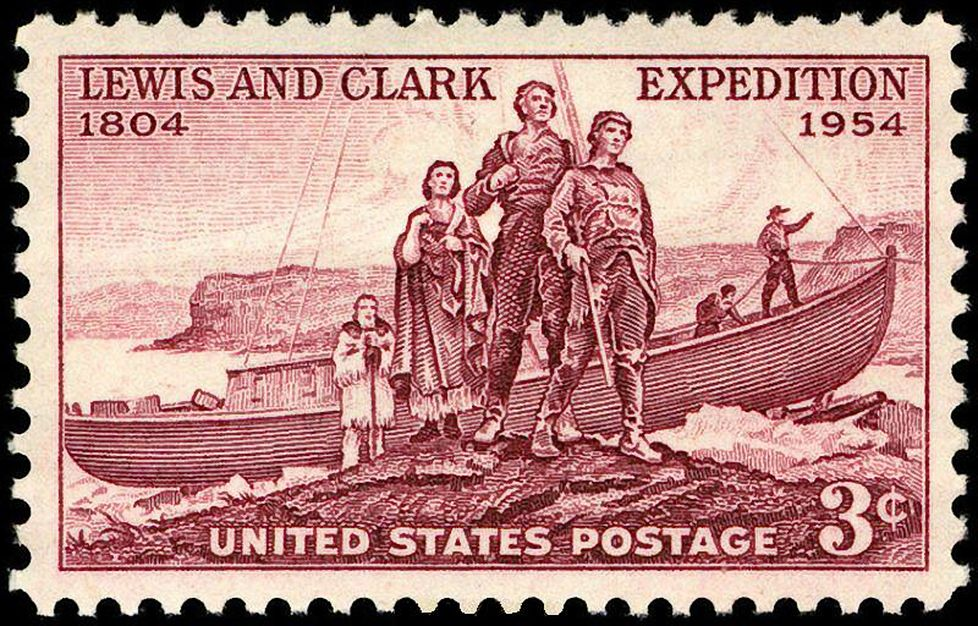
رحلة لويس وكلارك، 1954
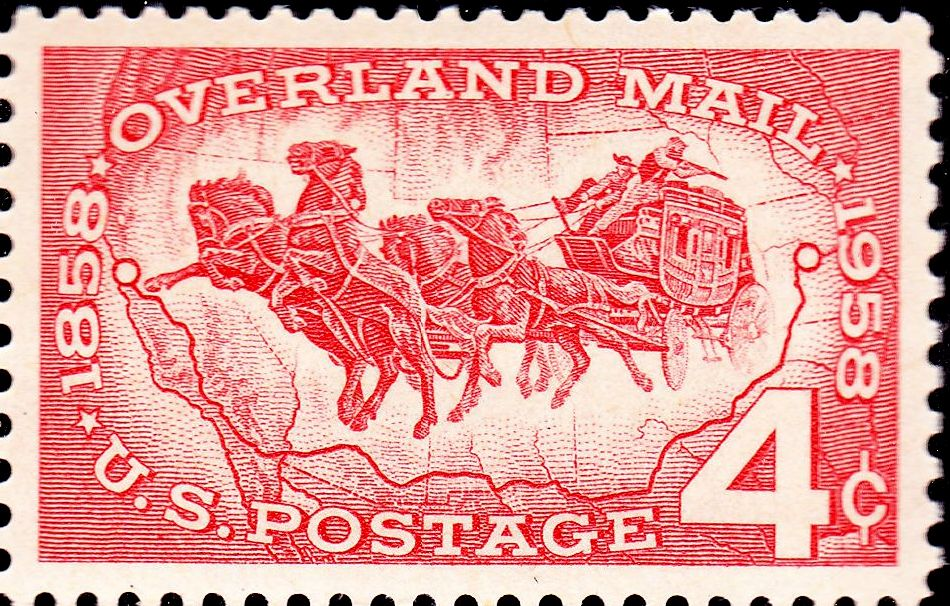
البريد البري، 1958
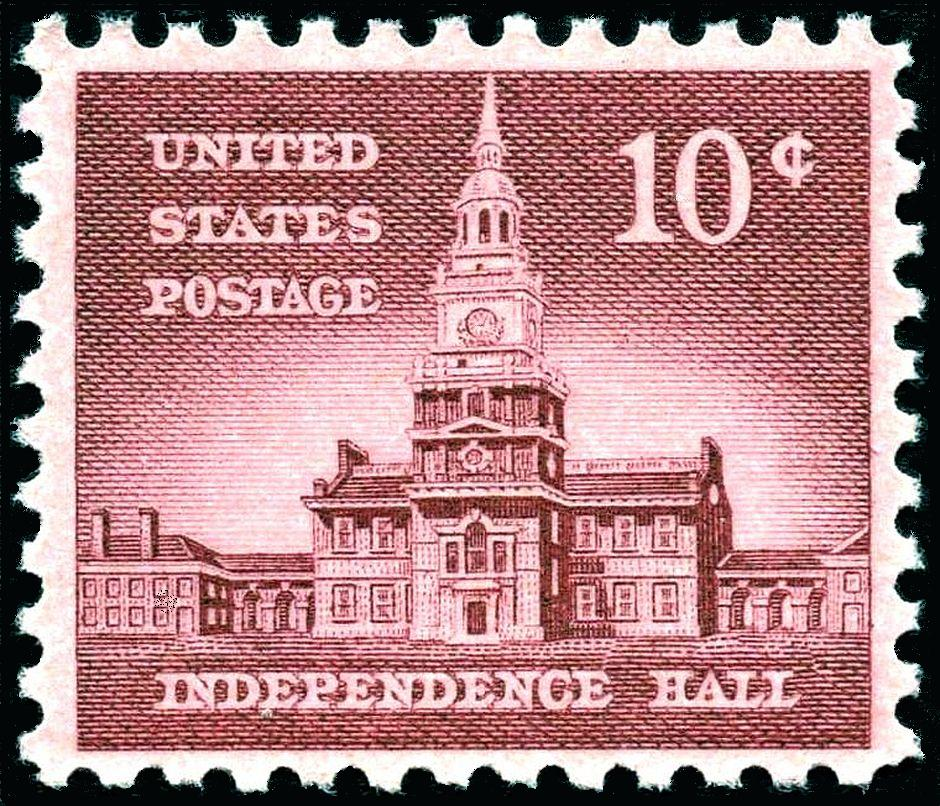
قاعة الاستقلال، 1956
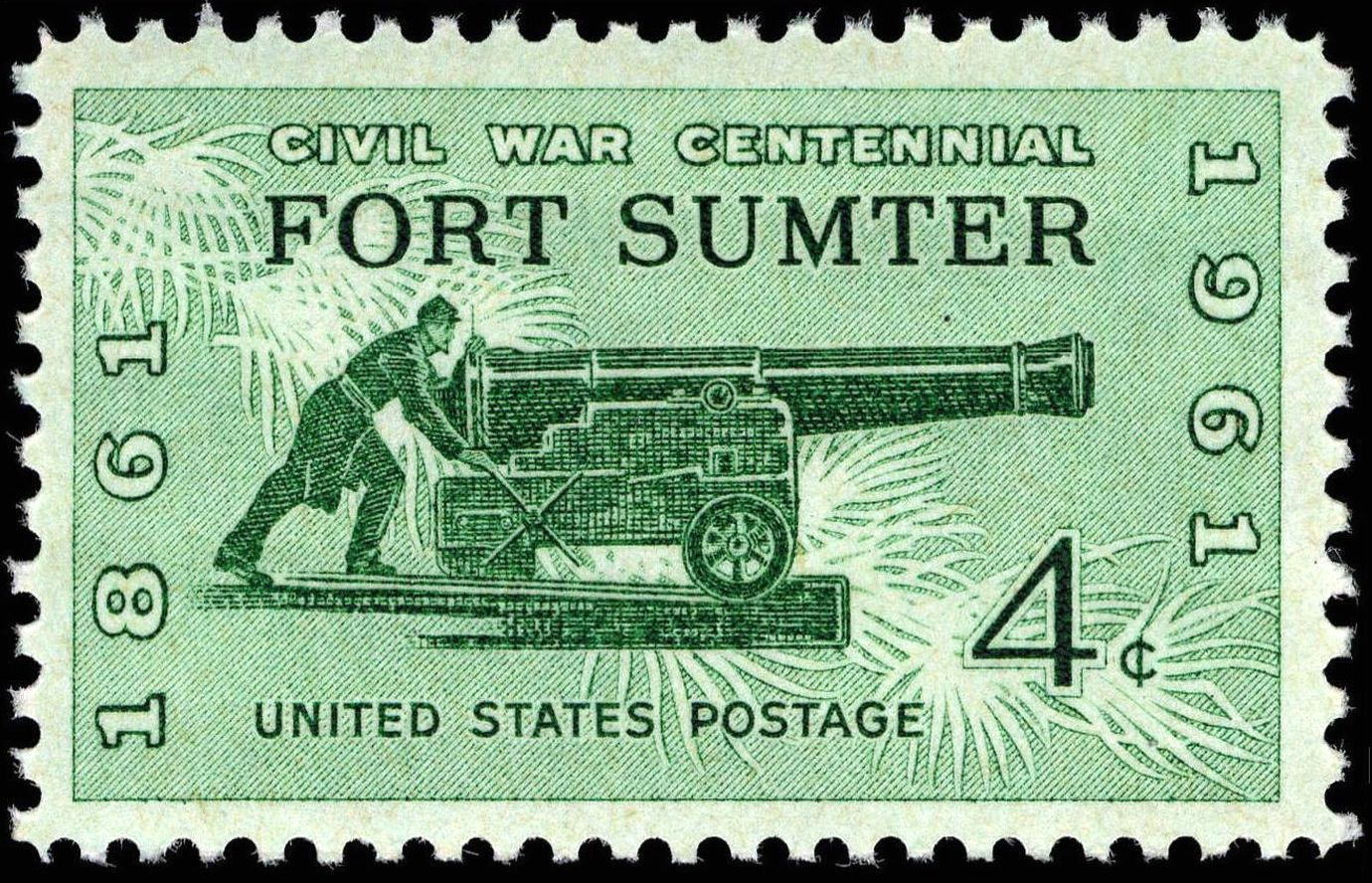
حصن سمتر، 1961
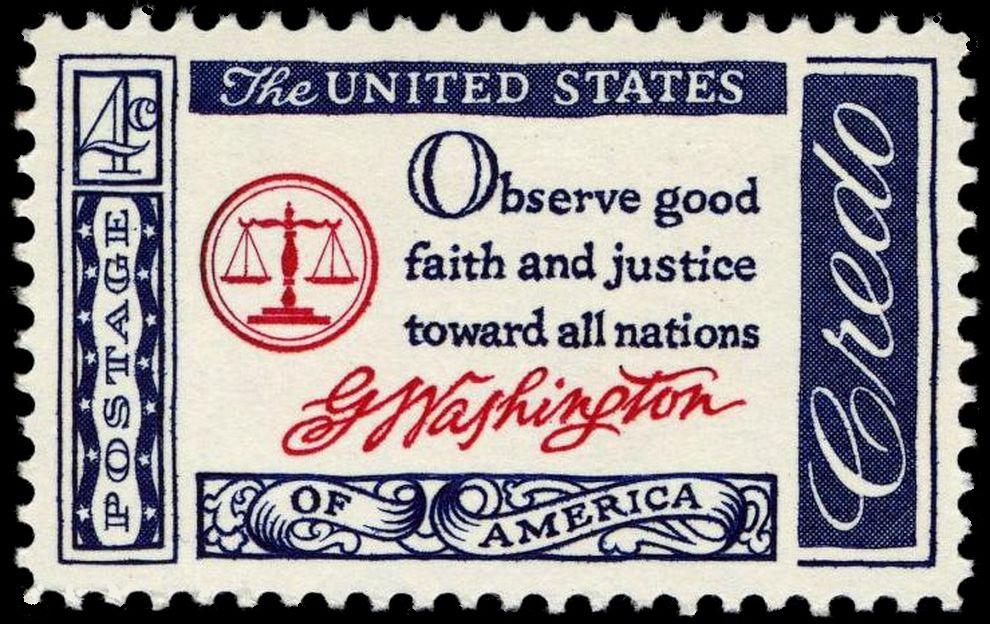
إصدار كريدو، 1960